# Ранквиц
Ранквиц (нем. Rankwitz) — община (коммуна) в Германии, в земле Мекленбург-Передняя Померания. 
Входит в состав района Форпоммерн-Грайфсвальд. Подчиняется управлению Узедом-Зюд.  Население составляет 607 человек (на 31 декабря 2013 года). Расположена на полуострове Липер-Винкель острова Узедом. Занимает площадь 30,72 км². Коммуна подразделяется на 8 сельских округов: Варте, Грюссов, Зукков, Квилиц, Кринке, Липе, Ранквиц, Рестов.